# Sluppojaure
Sluppojaure är en sjö i Arjeplogs kommun i Lappland och ingår i Piteälvens huvudavrinningsområde. Sjön har en area på 0,133 kvadratkilometer och ligger 612,7 meter över havet. Sluppojaure ligger i Piteälven Natura 2000-område. Sjön avvattnas av vattendraget Vuoulakjåkkå.

## Delavrinningsområde
Sluppojaure ingår i det delavrinningsområde (738249-160189) som SMHI kallar för Utloppet av Sluppojaure. Medelhöjden är 692 meter över havet och ytan är 2,67 kvadratkilometer. Räknas de 2 avrinningsområdena uppströms in blir den ackumulerade arean 27,13 kvadratkilometer. Vuoulakjåkkå som avvattnar avrinningsområdet har biflödesordning 3, vilket innebär att vattnet flödar genom totalt 3 vattendrag innan det når havet efter 237 kilometer. Avrinningsområdet består mestadels av skog (66 procent) och kalfjäll (29 procent). Avrinningsområdet har 0,13 kvadratkilometer vattenytor vilket ger det en sjöprocent på 4,9 procent.